# Zaleszczyce
Zaleszczyce – wieś w Polsce, położona w województwie zachodniopomorskim, w powiecie gryfickim, w gminie Gryfice.
| SIMC    | Nazwa   | Rodzaj     |
| ------- | ------- | ---------- |
| 0776195 | Popiele | przysiółek |

Na północny wschód od wsi znajduje się wzniesienie Kamieniec. Przez Zaleszczyce przebiega droga wojewódzka nr 105.
W latach 1975–1998 wieś administracyjnie należała do województwa szczecińskiego.